# リン31核磁気共鳴
リン31核磁気共鳴（リン31かくじききょうめい、31P NMR）分光法は分析手法の一つである。31Pの同位体存在比が100%かつ比較的高い磁気回転比を有するため、溶液31P NMRはよりありふれたNMR手法の一つである。31P核のスピン量子数は1/2であるため、スペクトルの解釈が比較的容易である。リンは有機化合物や錯体（ホスフィンとして）中に一般的に見られるため、日常的に31P NMRを測定することは有用である。

## 測定
1H比で40.5%の磁気回転比を有するため、31P NMRシグナルは11.7 Tの磁石（500 MHz 1H NMR測定に使用される）中で202 MHz付近に観測される。化学シフトは85%リン酸（0 ppm）を標準とする。1H核をデカップリングした場合、核オーバーハウザー効果の影響で、積分値は有用ではない。ほとんどの場合、スペクトルはプロトンをデカップリングして記録される。

## 化学における応用
リンのシグナルはよく分離し、しばしば特徴的な周波数に存在するため、31P NMR分光法は、リンを含む化合物の構造を決定したり純度を検定したりする目的で有用である。化学シフトならびに結合定数は広範囲に渡るが、予測は容易ではない。Gutmann-Beckett法では、分子種のルイス酸性を評価するため、31P NMR分光法とEt3POを使用する。

### 化学シフト
通常の化学シフトの範囲はおよそδ250 から−δ250であり、1H NMRよりもかなり広い。1H NMR分光法とは異なり、31P NMRのシフトは反磁性遮蔽の強度によっては主に決定されず、いわゆる常磁性遮蔽テンソル（常磁性とは関連しない）によって支配される。常磁性遮蔽テンソルσpは、放射拡大（電荷と関連する）、励起状態のエネルギー、結合の重なりを記述する項を含む。この効果の実例が化学シフトの大きな変化である。2種類のリン酸エステル (MeO)3PO (δ2.1) および (t-BuO)3PO (δ-13.3) の化学シフトは大きく変化している。より劇的な例はホスフィン類縁体の化学シフトである; H3P (δ-240)、(CH3)3P (δ-62)、(i-Pr)3P (δ20)、(t-Bu)3P (δ61.9)。

### カップリング定数
PH3で見られる1結合カップリングJ(P,H) は189 Hzである。2結合カップリング、例えばPCHは、1桁小さい。リンと炭素のカップリングの場合は、1結合カップリングよりも2結合カップリングの方がしばしば大きいため、より複雑である。トリフェニルホスフィンの1、2、3、4結合カップリングのJ(13C,31P) 値は、それぞれ-12.5, 19.6, 6.8, 0.3である。

## 生物学的応用
31P NMR分光法は、自然な状態におけるリン脂質二重膜や生物膜の研究に広く用いられている。脂質の31P NMRスペクトルの分析によって、脂質二重膜のパッキング、相転移（ゲル相、生理的液晶相、リップル相、非二重膜相）、脂質頭部の方向性/運動性、純粋な脂質二重膜の弾性特性、タンパク質やその他の生体分子の結合の結果など幅広い情報を得ることができる。
さらに、特異的H-N...(O)-P実験（スカラーカップリング3JH-P~5 HzによるINEPT移動）によって、タンパク質のアミンプロトンと脂質頭部のリン酸基との間の水素結合の形成に関する直接的情報を得ることが可能であり、タンパク質/膜相互作用の研究において有用である。